# Tolomeo (figlio di Damasittone)
Nella mitologia greca, Tolomeo fu re di Tebe. Era figlio di Damasittone, il precedente re, e pronipote di Peneleo. Lasciò il trono al figlio Xanto, che fu l'ultimo dei re di Tebe prima del passaggio a una forma di governo repubblicana.